# Himne a la Bandera del Brasil

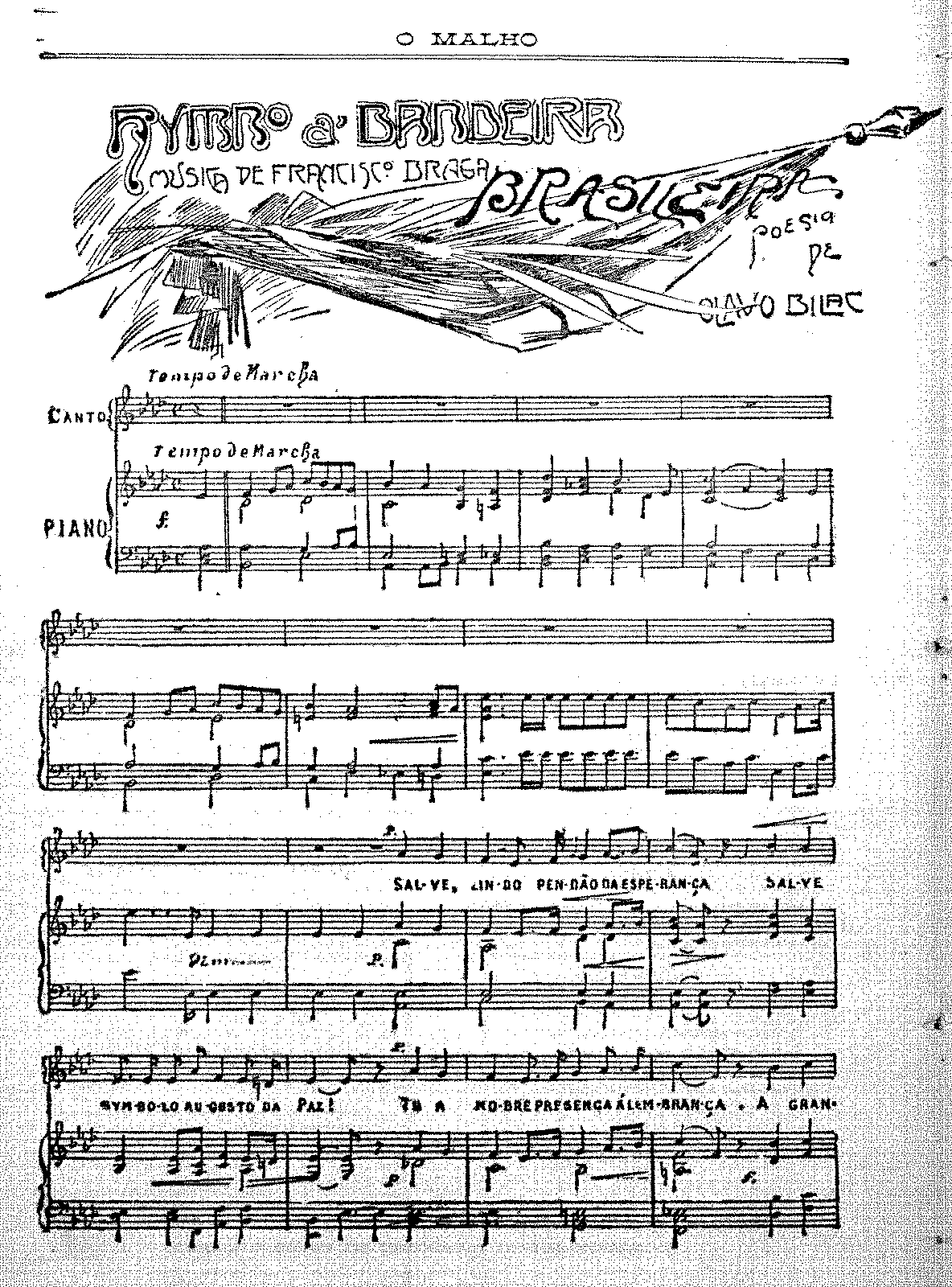
Partitura

L'Himne a la Bandera del Brasil, oficialment Himne a la Bandera Nacional (en portuguès: Hino à Bandeira do Brasil, Hino à Bandeira Nacional) és una cançó patriòtica brasilera dedicada a la Bandera Nacional del Brasil, que data de 1906.

## Història
La lletra de la cançó va ser escrita pel poeta Olavo Bilac i la música va ser una composició de Francisco Braga, a petició de l'alcalde de Rio de Janeiro d'aquell moment, Francisco Pereira Passos. Hino à Bandeira es va presentar per primera vegada el 9 de novembre de 1906, i inicialment estava pensat per ser cantat pels escolars de Rio de Janeiro durant les cerimònies de substitució de la bandera a les escoles de la ciutat. D'aquí la referència al «cofre juvenil» a la lletra. Al voltant de la mateixa època, l'himne va ser considerat com un possible substitut de l'Himne Nacional Brasiler, que en aquell moment no tenia lletra oficial.
L'estil de la lletra, característic en l'obra de Bilac, és el parnassianisme, que era el més destacat en el Brasil de finals de segle xix.
L'Himne de la Bandera (junt amb els altres himnes i cançons patriòtiques) va ser molt utilitzat en el passat, especialment durant la dictadura militar de 1964-1985, però des de llavors ha perdut part del seu atractiu. Encara es representa el 19 de novembre (Dia de la Bandera), així com en les cerimònies de substitució de la bandera.

## Protocol
Les cerimònies de substitució de la bandera (celebrats a les institucions militars, a les escoles, etc., i periòdicament també a la Plaça dels Tres Poders de Brasilia, la capital del Brasil, per substituir la bandera que oneja sobre la seu del Govern brasiler), solen seguir un protocol: l'Himne de la Bandera es reprodueix mentre baixa l'antiga bandera, i l'Himne Nacional mentre s'aixeca la bandera nova. En el cas de l'exhibició perpètua de la bandera (llocs on la bandera nacional sempre s'exhibeix sense interrupcions, ni tan sols mínimes), com és el cas de l'esmentada bandera a la Praça dos Três Poderes, la nova bandera s'aixeca primer, mentre es toca l'himne nacional, i només després es baixa la bandera anterior, mentre es canta l'himne de la bandera.

## Lletra
| « | (portuguès) Salve lindo pendão da esperança! Salve símbolo augusto da paz! Tua nobre presença à lembrança A grandeza da Pátria nos traz. Recebe o afeto que se encerra em nosso peito juvenil, Querido símbolo da terra, Da amada terra do Brasil! Em teu seio formoso retratas Este céu de puríssimo azul, A verdura sem par destas matas, E o esplendor do Cruzeiro do Sul. Recebe o afeto que se encerra Em nosso peito juvenil, Querido símbolo da terra, Da amada terra do Brasil! Contemplando o teu vulto sagrado, Compreendemos o nosso dever, E o Brasil por seus filhos amado, poderoso e feliz há de ser! Recebe o afeto que se encerra Em nosso peito juvenil, Querido símbolo da terra, Da amada terra do Brasil! Sobre a imensa Nação Brasileira, Nos momentos de festa ou de dor, Paira sempre sagrada bandeira Pavilhão da justiça e do amor! Recebe o afeto que se encerra Em nosso peito juvenil, Querido símbolo da terra, Da amada terra do Brasil! | (català) Salve bell penó d'esperança! Salve símbol august de la pau! La teva noble presència al record La grandesa de la Pàtria ens porta. Rep l'afecte que es tanca al nostre pit juvenil, Estimat símbol de la terra, De l'amada terra del Brasil! Al teu si formós retrates Aquest cel de puríssim blau, La verdor sens igual d'aquests boscos, I l'esplendor del Creuer del Sud. Rep l'afecte que es tanca al nostre pit juvenil, Estimat símbol de la terra, De l'amada terra del Brasil! Contemplant la teva estampa sagrada, Comprenem el nostre deure, I el Brasil pels seus fills estimat, poderòs i feliç ha de ser! Rep l'afecte que es tanca al nostre pit juvenil, Estimat símbol de la terra, De l'amada terra del Brasil! Sobre la immensa Nació Brasilera, En els moments de festa o de dolor, Plana sempre sagrada bandera Pavelló de la justícia i de l'amor! Rep l'afecte que es tanca al nostre pit juvenil, Estimat símbol de la terra, De l'amada terra del Brasil! | » |